# Pont de Targarona
El Pont de Targarona és una obra de Sant Pere de Torelló (Osona) protegida com a Bé Cultural d'Interès Local.

## Descripció
Pont de tres arcs, tot de pedra, pla i amb tallamars, els arcs són desiguals. Passa per sobre del riu Ges, afluent per l'esquerra del Ter.